# Rajons de Dobele
Le rajons de Dobele se situait dans le sud de la Lettonie dans la région géographique du Zemgale, son territoire était essentiellement composé de plaines arrosées par la rivière Auce. Ses principales villes étaient Dobele, Auce et Bene. L'ensemble du territoire recouvrant 1 632 km2 et comptait 40 652 habitants dont plus d'un quart vit dans le chef-lieu.
Les rajons ont été supprimés par la réforme administrative de 2009.

## Population (2000)
Au recensement de l'an 2000, le district avait 40 246 habitants, dont :
- Lettons : 29 369 personnes, soit 73 %.
- Russes :  4 932 personnes, soit 12,26 %.
- Lituaniens :  2 176 personnes, soit  5,41 %.
- Biélorusses :  1 867 personnes, soit  4,64 %.
- Ukrainiens :    758 personnes, soit  1,88 %.
- Polonais :    649 personnes, soit  1,61 %.
- Autres :    495 personnes, soit  1,23 %.

Le terme Autres inclut notamment des ressortissants issus de l'ex-URSS (Estoniens, Moldaves...), ainsi que des Rroms.

## Subdivisions

### Pilseta
- Auce
- Dobele

### Novads
- Tērvete

### Pagasts
- Annenieki
- Auri
- Bēne
- Bērze
- Biksti
- Dobeles pagasts
- Īle
- Jaunbērze
- Krimūni
- Lielauce
- Naudīte
- Penkule
- Ukri
- Vītiņi
- Zebrene

Au sud du territoire, dans le pagasts de Tervete, la principale attraction touristique est un parc en forêt où le visiteur peut cheminer au travers d'une histoire racontée à l'aide de sculptures en bois.